# Rodmarton
Rodmarton est un village de 333 habitants dans le Gloucestershire en Angleterre.